# Plutodes pulcherrima
Plutodes pulcherrima là một loài bướm đêm trong họ Geometridae.